# 小格拉訥河
46°54′51″N 7°01′31″E / 46.91423°N 7.02533°E

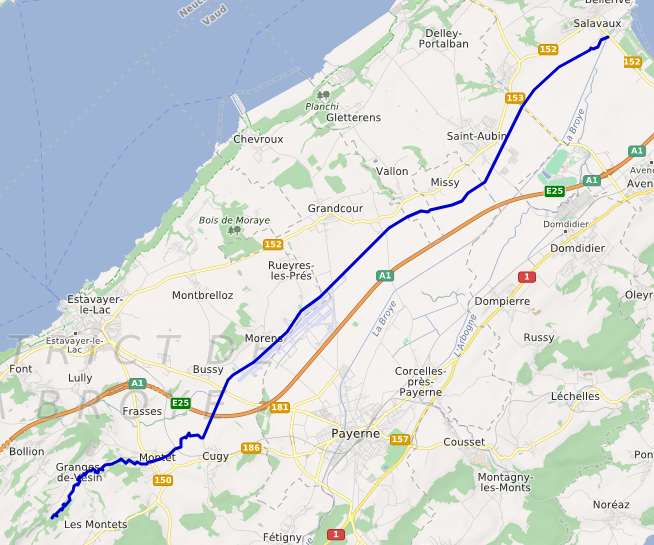

小格拉訥河是瑞士的河流，位於該國西部，流經弗里堡州和沃州，屬於布羅耶河的左支流，河道全長30公里，流域面積101平方公里，發源自維桑附近。